# День повноліття
День повноліття (яп. 成人の日, せいじんのひ) — це національне свято в Японії, яке щороку відзначається у другий понеділок січня за системою щасливих понеділків. Мета свята привітати та заохотити всіх, хто досяг повноліття між 2 квітня попереднього року і 1 квітня поточного року, та допомогти їм усвідомити нові можливості та обовʼязки.

## Історія
Ритуали святкування переходу до дорослого життя існували з давніх часів, зокрема такі як Ґенпуку (перевдягнення у дорослий одяг) і Фундоші-іваі (вдягання набедренної тканини) для чоловіків та Моґі (перевдягнення) і Кеппатсу (завʼязування волосся) для жінок. 
Свята перехідного віку святкуються в Японії принаймні з 714 року н.е., з часів правління Імператриці Ґеммей, коли молодий принц вдягнув новий одяг та зробив особливу зачіску щоб позначити свій вступ у доросле життя.
Відповідно до Закону про державні свята від 1948 року (та поправок до нього) цей день було встановлено як національне свято, і відтоді він відзначався 15 січня. Однак у 2000 році день святкування перенесли на другий понеділок січня. 
13 червня 2018 року вік повноліття був знижений вперше з того часу як його запровадили. Згідно нового закону, який увійшов у силу в 2022 році, людина вважається повнолітньою від коли їй виповнилося 18 років. З цього віку їй дозволяється одружитися без дозволу родичів, оформити кредитну картку та телефонний номер, зняти житло, отримати водійські права тощо. Незважаючи на зниження віку повноліття, деякі дії залишилися дозволеними лише з 20 років, такі як куріння та вживання алкоголю.

## Церемонії
У Токіо великі церемонії проводяться в таких місцях, як Шібуя і Шіндзюку, в той час як в місті Ураясу, церемонія проходить у Токійському Діснейленді. В інших містах церемонії проводять у ратушах або шкільних спортзалах. На цих церемоніях представники місцевої влади виголошують промови та роздають подарунки нещодавно визнаним дорослим. Це свято спонсорується не японською владою, а кожним муніципалітетом незалежно.

### Одяг
Багато жінок в цей день одягають фурісоде, вид кімоно із довгими рукавами, та сандалі зорі. Чоловіки іноді вдягають кімоно у поєднанні з хакама, але більш популярними є типовий західний одяг — класичний костюм із краваткою.